# Gleb Safonow
Gleb Andriejewicz Safonow (ros. Глеб Андреевич Сафонов; ur. 11 września 2001) – kazachski skoczek narciarski. Uczestnik mistrzostw świata seniorów (2019) oraz mistrzostw świata juniorów (2019). Medalista mistrzostw kraju.

## Przebieg kariery
W styczniu 2015 zadebiutował w FIS Cupie, zajmując 71. miejsce w Kranju. We wrześniu 2017 punktował w Pucharze Karpat, zajmując w Râșnovie 18. pozycję.
W styczniu 2019 wystartował na Mistrzostwach Świata Juniorów w Narciarstwie Klasycznym 2019, zajmując 60. miejsce w konkursie indywidualnym, 14. miejsce w konkursie drużynowym oraz 11. miejsce w konkursie drużyn mieszanych. W lutym 2019 wystartował na Mistrzostwach Świata w Narciarstwie Klasycznym 2019, gdzie w kwalifikacjach do konkursu indywidualnego na skoczni dużej zajął ostatnie, 61. miejsce, a zawody drużynowe wraz z reprezentacją Kazachstanu również ukończył na ostatniej, 12. pozycji, uzyskując najniższą indywidualną notę konkursu (zdobył niewiele ponad połowę punktów zdobytych przez przedostatniego w tej klasyfikacji, innego Kazacha – Nikitę Diewiatkina i oddał skok o 28 metrów krótszy od wyniku najsłabszego pod tym względem reprezentanta innego kraju niż Kazachstan – Amerykanina Patricka Gasienicy). W międzynarodowych zawodach organizowanych przez FIS po raz ostatni wystartował w lipcu 2019, zajmując 35. miejsce w konkursie FIS Cupu w Szczuczyńsku.
Jest medalistą mistrzostw Kazachstanu – w październiku 2018 zdobył brązowy medal w konkursie indywidualnym na skoczni normalnej.

## Mistrzostwa świata

### Indywidualnie
| 2019 Seefeld/Innsbruck | – | nie zakwalifikował się (K-120) |

### Drużynowo
| 2019 Seefeld/Innsbruck | – | 12. miejsce (K-120) |

### Starty G. Safonowa na mistrzostwach świata – szczegółowo
| Miejsce | Dzień     | Rok  | Miejscowość | Skocznia | Punkt K | HS     | Konkurs  | Skok 1 | Skok 2 | Nota                 | Strata                  | Zwycięzca               |
| ------- | --------- | ---- | ----------- | -------- | ------- | ------ | -------- | ------ | ------ | -------------------- | ----------------------- | ----------------------- |
| NQ      | 23 lutego | 2019 | Innsbruck   | Bergisel | K-120   | HS-130 | indywid. | 74,0 m | 74,0 m | 20,8 pkt             | Nie zakwalifikował się. | Nie zakwalifikował się. |
| 12.     | 24 lutego | 2019 | Innsbruck   | Bergisel | K-120   | HS-130 | druż.    | 75,0 m | –      | 214,6 pkt (16,2 pkt) | 772,9 pkt               | Niemcy                  |

## Mistrzostwa świata juniorów

### Indywidualnie
| 2019 Lahti | – | 60. miejsce |

### Drużynowo
| 2019 Lahti | – | 14. miejsce, 11. miejsce (drużyna mieszana) |

### Starty G. Safonowa na mistrzostwach świata juniorów – szczegółowo
| Miejsce | Dzień       | Rok  | Miejscowość | Skocznia     | Punkt K | HS     | Konkurs      | Skok 1 | Skok 2 | Nota                 | Strata    | Zwycięzca            |
| ------- | ----------- | ---- | ----------- | ------------ | ------- | ------ | ------------ | ------ | ------ | -------------------- | --------- | -------------------- |
| 60.     | 24 stycznia | 2019 | Lahti       | Salpausselkä | K-90    | HS-100 | indywid.     | 68,0 m | –      | 59,1 pkt             | 193,0 pkt | Thomas Aasen Markeng |
| 14.     | 26 stycznia | 2019 | Lahti       | Salpausselkä | K-90    | HS-100 | druż.        | DSQ    | –      | 257,3 pkt (DSQ)      | 722,4 pkt | Niemcy               |
| 11.     | 28 stycznia | 2019 | Lahti       | Salpausselkä | K-90    | HS-100 | druż. miesz. | 69,5 m | –      | 397,0 pkt (69,9 pkt) | 587,4 pkt | Rosja                |

## FIS Cup

### Miejsca w poszczególnych konkursachFIS Cupu
| Źródło                                                                        | Źródło        | Źródło           | Źródło           | Źródło      | Źródło      | Źródło           | Źródło           | Źródło          | Źródło          | Źródło         | Źródło         | Źródło        | Źródło        | Źródło               | Źródło               | Źródło              | Źródło         | Źródło         | Źródło         | Źródło       | Źródło       | Źródło      | Źródło      | Źródło       | Źródło       | Źródło | Źródło | Źródło | Źródło | Źródło | Źródło | Źródło | Źródło | Źródło | Źródło | Źródło | Źródło | Źródło | Źródło |        |
| ----------------------------------------------------------------------------- | ------------- | ---------------- | ---------------- | ----------- | ----------- | ---------------- | ---------------- | --------------- | --------------- | -------------- | -------------- | ------------- | ------------- | -------------------- | -------------------- | ------------------- | -------------- | -------------- | -------------- | ------------ | ------------ | ----------- | ----------- | ------------ | ------------ | ------ | ------ | ------ | ------ | ------ | ------ | ------ | ------ | ------ | ------ | ------ | ------ | ------ | ------ | ------ |
| Sezon 2014/2015                                                               |               |                  |                  |             |             |                  |                  |                 |                 |                |                |               |               |                      |                      |                     |                |                |                |              |              |             |             |              |              |        |        |        |        |        |        |        |        |        |        |        |        |        |        |        |
| Villach                                                                       | Villach       | Hinterzarten     | Hinterzarten     | Kuopio      | Kuopio      | Einsiedeln       | Einsiedeln       | Planica         | Planica         | Szczyrk        | Szczyrk        | Râșnov        | Râșnov        | Notodden             | Notodden             | Szczyrbskie Jezioro | Zakopane       | Zakopane       | Kranj          | Kranj        | Brattleboro  | Brattleboro | Lake Placid | Hinterzarten | Hinterzarten | punkty |        |        |        |        |        |        |        |        |        |        |        |        |        |        |
| -                                                                             | -             | -                | -                | -           | -           | -                | -                | -               | -               | -              | -              | -             | -             | -                    | -                    | -                   | -              | -              | 71             | 69           | -            | -           | -           | -            | -            | 0      |        |        |        |        |        |        |        |        |        |        |        |        |        |        |
| Sezon 2017/2018                                                               |               |                  |                  |             |             |                  |                  |                 |                 |                |                |               |               |                      |                      |                     |                |                |                |              |              |             |             |              |              |        |        |        |        |        |        |        |        |        |        |        |        |        |        |        |
| Villach                                                                       | Villach       | Kuopio           | Kuopio           | Kandersteg  | Kandersteg  | Râșnov           | Râșnov           | Whistler        | Whistler        | Notodden       | Notodden       | Zakopane      | Zakopane      | Planica              | Planica              | Rastbüchl           | Rastbüchl      | Villach        | Villach        | Falun        | punkty       | punkty      | punkty      | punkty       | punkty       | punkty | punkty | punkty | punkty | punkty | punkty | punkty | punkty | punkty | punkty | punkty | punkty | punkty | punkty |        |
| -                                                                             | -             | -                | -                | 83          | 97          | 69               | 74               | -               | -               | -              | 46             | -             | -             | -                    | -                    | -                   | 60             | 51             | 51             | -            | 0            | 0           | 0           | 0            | 0            | 0      | 0      | 0      | 0      | 0      | 0      | 0      | 0      | 0      | 0      | 0      | 0      | 0      | 0      |        |
| Sezon 2018/2019                                                               |               |                  |                  |             |             |                  |                  |                 |                 |                |                |               |               |                      |                      |                     |                |                |                |              |              |             |             |              |              |        |        |        |        |        |        |        |        |        |        |        |        |        |        |        |
| Villach HS98                                                                  | Villach HS98  | Szczyrk HS106    | Szczyrk HS106    | Râșnov HS97 | Râșnov HS97 | Notodden HS100   | Notodden HS100   | Park City HS100 | Park City HS100 | Zakopane HS140 | Zakopane HS140 | Planica HS102 | Planica HS102 | Rastbüchl HS78       | Rastbüchl HS78       | Villach HS98        | Villach HS98   | punkty         | punkty         | punkty       | punkty       | punkty      | punkty      | punkty       | punkty       | punkty | punkty | punkty | punkty | punkty | punkty | punkty | punkty | punkty | punkty | punkty |        |        |        |        |
| 67                                                                            | 51            | -                | -                | -           | -           | 60               | -                | -               | -               | 73             | 73             | 82            | 86            | -                    | -                    | -                   | -              | 0              | 0              | 0            | 0            | 0           | 0           | 0            | 0            | 0      | 0      | 0      | 0      | 0      | 0      | 0      | 0      | 0      | 0      | 0      |        |        |        |        |
| Sezon 2019/2020                                                               |               |                  |                  |             |             |                  |                  |                 |                 |                |                |               |               |                      |                      |                     |                |                |                |              |              |             |             |              |              |        |        |        |        |        |        |        |        |        |        |        |        |        |        |        |
| Szczyrk HS104                                                                 | Szczyrk HS104 | Szczuczyńsk HS99 | Szczuczyńsk HS99 | Ljubno HS94 | Ljubno HS94 | Pjongczang HS109 | Pjongczang HS109 | Râșnov HS97     | Râșnov HS97     | Villach HS98   | Villach HS98   | Notodden HS98 | Notodden HS98 | Oberwiesenthal HS105 | Oberwiesenthal HS105 | Zakopane HS140      | Zakopane HS140 | Rastbüchl HS78 | Rastbüchl HS78 | Villach HS98 | Villach HS98 | punkty      | punkty      | punkty       | punkty       | punkty | punkty | punkty | punkty | punkty | punkty | punkty | punkty | punkty | punkty | punkty | punkty | punkty | punkty | punkty |
| -                                                                             | -             | 35               | dq               | -           | -           | -                | -                | -               | -               | -              | -              | -             | -             | -                    | -                    | -                   | -              | -              | -              | -            | -            | 0           | 0           | 0            | 0            | 0      | 0      | 0      | 0      | 0      | 0      | 0      | 0      | 0      | 0      | 0      | 0      | 0      | 0      | 0      |
| Legenda                                                                       |               |                  |                  |             |             |                  |                  |                 |                 |                |                |               |               |                      |                      |                     |                |                |                |              |              |             |             |              |              |        |        |        |        |        |        |        |        |        |        |        |        |        |        |        |
| 1 2 3 4-10 11-30 poniżej 30 dq – dyskwalifikacja - − zawodnik nie wystartował |               |                  |                  |             |             |                  |                  |                 |                 |                |                |               |               |                      |                      |                     |                |                |                |              |              |             |             |              |              |        |        |        |        |        |        |        |        |        |        |        |        |        |        |        |